# Каирская конференция (1921)
Каирская конференция 1921 года (официальное название Ближневосточная конференция, проходившая в Каире и Иерусалиме с 12 по 30 марта 1921 года) — встреча британских официальных лиц и представителей арабского мира для изучения и обсуждения ближневосточных проблем и выработки общей политики. Секретная конференция выработала план британского контроля в Ираке и Трансиордании. Предложив номинальное руководство этими двумя регионами сыновьям шарифа Мекки, Черчилль считал, что если не буква, то дух британских военных обещаний арабам был соблюден.
Особой заботой конференции было разрешение противоречащих друг другу политик, определённых в письмах Мак-Магона (1915 г.), соглашении Сайкса-Пико (1916 г.) и Декларации Бальфура (1917 г.).
Наиболее важным итогом конференции стало решение о том, что территорией к востоку от реки Иордан (Трансиорданией) будет управлять Абдулла бин Хусейн, а его брат Фейсал станет королем недавно созданного королевства Ирак; оба должны были продолжать получать указания и финансовую поддержку от Великобритании. Было также согласовано, что Ливан и Сирия должны оставаться под французским контролем, Великобритания должна сохранить мандат над Палестиной и продолжать поддерживать создание там еврейской территории. Хусейн, шариф Мекки, должен быть признан королем Хиджаза, а Абдул Азиз ибн Сауд получал в управление территорию Неджд в Аравийской пустыне.

## Предшествующие события
В 1920 году вспыхнуло восстание в Месопатамии против англичан. Британская армия понесла сотни потерь; в британской прессе раздавались призывы к прекращению британского управления. Т. Э. Лоуренс (известный как «Лоуренс Аравийский»), чья деятельность во время войны начала привлекать общественное внимание и который был сильно привязан к династии Хусейн, базирующейся в Хиджазе, лоббировал британское правительство от имени эмира Фейсала. Попытка эмира создать королевство со столицей в Дамаске была сорвана французской армией. В ноябре 1920 года старший брат Фейсала Абдулла появился с несколькими сотнями последователей в городе Маан и объявил о своем намерении атаковать французскую администрацию в Сирии и Ливане и восстановить там власть своего брата.
Задача Черчилля как нового министра по делам колоний, несущего особую ответственность за Ближний Восток, заключалась в том, чтобы прекратить беспорядки в Ираке и удовлетворить чаяния Хусейнов. Он назначил Лоуренса своим специальным советником. Перед конференцией они провели серию встреч с Фейсалом в Лондоне.
Большинство решений о будущем Ирака уже было принято в Лондоне; Фейсал должен стать королем нового Иракского королевства, что должно быть одобрено плебисцитом местного населения. После этого король подпишет договор о дружбе или союз с Великобританией. В результате серьёзного изменения политики, за которое решительно выступал Лоуренс, было решено, что безопасность в этом районе должна быть передана от армии Королевским военно-воздушным силам. К моменту начала конференции британской армии удалось подавить восстание в Месопотамии, что обошлось в 40–50 миллионов фунтов стерлингов, при этом было убито более 400 британских солдат и более 10 000 иракцев. Ожидалось, что новая политика позволит значительно сэкономить расходы на поддержание мира в регионе.

## Конференция

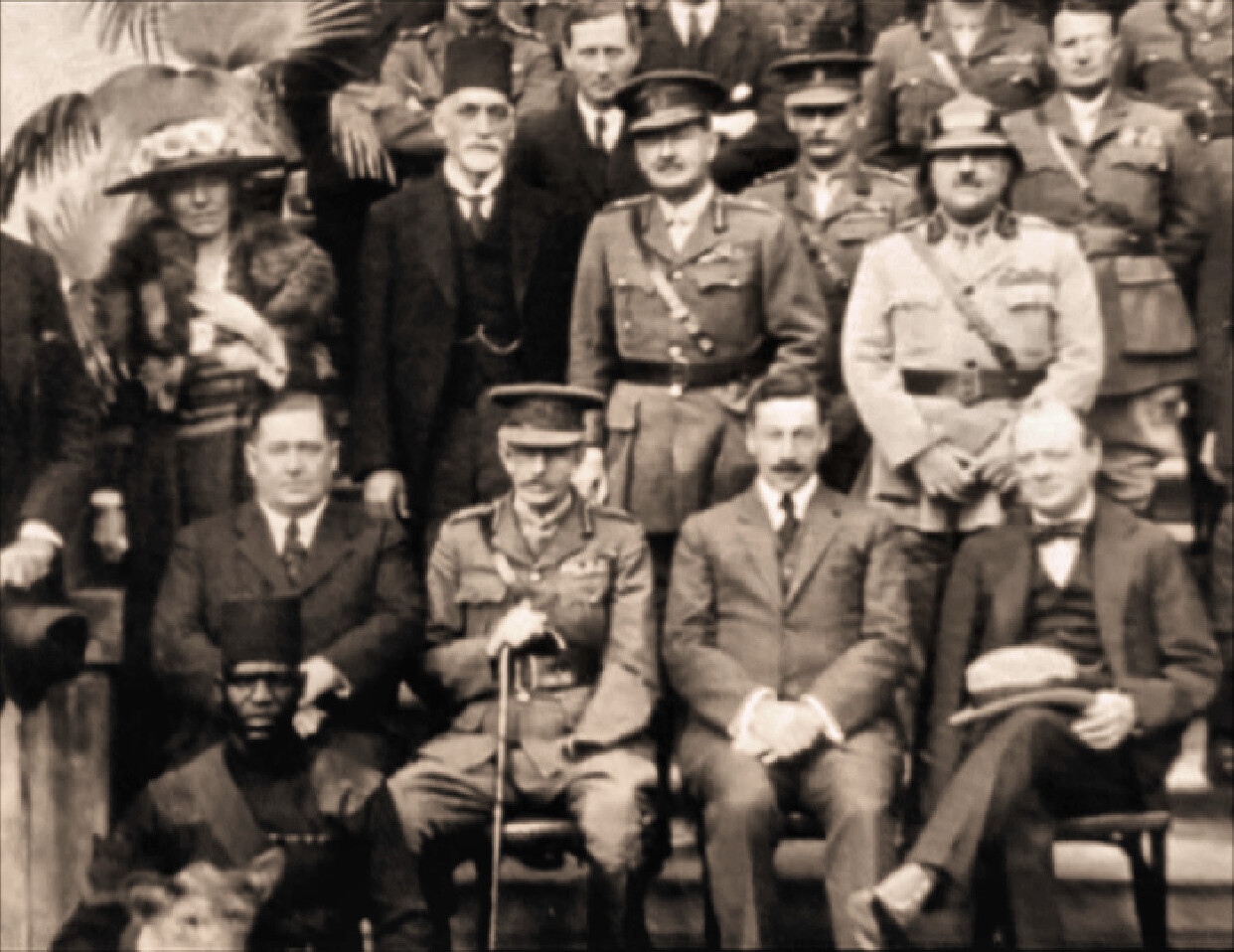
Участники конференции
Сидят: справа: Уинстон Черчилль, Герберт Сэмюэл
Стоят в первом ряду: слева направо: Гертруда Белл, сэр Сассун Эскелл, фельдмаршал Эдмунд Алленби, Джафар Паша аль-Аскари

12 марта 1921 года конференция была открыта в отеле «Семирамида» в Каире. На ней присутствовали все высокопоставленные военные и гражданские деятели Палестины и Месопотамии. Двое присутствовавших арабов были членами администрации месопотамского мандата. Черчилль иронически назвал конференцию «Сборищем сорока разбойников» и проводил свободное время, занимаясь своим новым хобби масляной живописью и работая над рукописью своей истории Первой мировой войны «The World Crisis».
Повестка дня состояла из трех разделов: Ирак, Палестина (включая Трансиорданию), Аден и Персидский залив. На повестке дня стояли судебная система, финансы, размер гарнизона британской армии и предлагаемый Законодательный совет. Арабская делегация из Палестины ненадолго встретилась с Черчиллем в Каире 22 марта, на которой он отказался обсуждать что-либо политическое, но согласился на дополнительную встречу в Иерусалиме. Проблема Трансиордании осложнилась прибытием армии Абдуллы в Амман, наплывом повстанцев и беженцев из Сирии, а также тем фактом, что сионисты считали Трансиорданию частью обещанной «еврейской родины». На обратном пути в Лондон Черчилль провел ряд встреч с Абдуллой в Иерусалиме ().
Единственным публичным заявлением о решениях, принятых на конференции, был доклад Черчилля в Палате общин 14 июня 1921 года. Это событие прошло мимо внимания прессы, а сама конференция почти не упоминается в опубликованных письмах и автобиографиях основных участников.

## Встречи в Иерусалиме
24 марта 1921 года Палестинская миссия продолжила свою работу в Иерусалиме. В Газе поезд Черчилля встретила большая демонстрация против британского мандата в Палестине. Он встретился с мэром Газы и другими лидерами, и ему был представлен список требований, выдвинутых мусульманско-христианскими ассоциациями в Хайфе. Черчилль и Герберт Сэмюэл, полагая, что жители приветствуют их, махали протестующим толпам, которые скандировали антиеврейские лозунги.

### Встреча с эмиром Абдуллой
28 марта  Черчилль провел несколько встреч с эмиром Абдуллой. Абдулла уже обосновался в Аммане и угрожал продвинуться дальше на север. Черчилль предложил сделать Трансиорданию арабской провинцией под управлением арабского губернатора, который признал бы британский контроль над его администрацией и был бы ответственен перед верховными комиссарами Палестины и Трансиордании. Абдулла утверждал, что ему следует передать контроль над всей территорией подмандатной Палестины, подчиняющейся Верховному комиссару. В качестве альтернативы он выступал за союз с территорией, обещанной его брату (Ираку). Черчилль отверг оба требования.
В ответ на опасения Абдуллы относительно еврейских поселений к западу от Иордана, Черчилль заявил, что  не предполагалось, «что сотни и тысячи евреев хлынут в страну в очень короткое время и будут доминировать над существующим населением». Напротив, предполагалось, что  еврейская иммиграция будет очень медленным процессом, и права существующего нееврейского населения будут строго соблюдаться. Он также утверждал, что «Транс-Иордания не будет включена в нынешнюю административную систему Палестины, и поэтому сионистские положения мандата не будут применяться. Иврит не станет официальным языком в Трансиордании, и не ожидается, что местное правительство примет какие-либо меры для поощрения еврейской иммиграции и колонизации». О британской политике в Палестине Герберт Сэмюэл добавил, что «не было и речи о создании там еврейского правительства. . . Никакая земля не будет отнята ни у одного араба, и мусульманская религия никоим образом не будет затронута» .
Британские представители сообщили, что, если Абдулла сможет контролировать антифранцузские действия сирийских националистов, это уменьшит сопротивление Франции кандидатуре его брата на пост правителя  Месопотамии и может даже привести к назначению самого Абдуллы эмиром Сирии в Дамаске. В конце концов Абдулла согласился остановить свое продвижение в сторону  французских владений и в течение шестимесячного испытательного периода ограничиться управлением территорией к востоку от реки Иордан, в течение которого ему будет предоставляться британская субсидия в размере 5000 фунтов стерлингов в месяц.

### Встреча с палестинской арабской делегацией
После бесед с эмиром Черчилль встретился с делегацией Хайфского конгресса 1920 года, представлявшей палестинских мусульман и христиан, во главе с Мусой аль-Хусайни. Они передали меморандум, в котором прозвучал решительный протест против британской политики в Палестине. Они жаловались, что Великобритания «в условиях финансового стресса войны продала страну сионистам». Они добавили, что Англия, «не обращая внимания на чувства жителей, назначила еврея верховным комиссаром», несмотря на «тот факт, что подавляющее большинство людей, которыми он управляет, не принадлежат к его расе или вере». «На самый важный пост правосудия в Палестине, а именно на должность секретаря по правовым вопросам или министра юстиции, был назначен еврей. И что еще хуже, этот чиновник — отъявленный сионист».
Делегация оспаривала юридическую силу Декларации Бальфура, в которой были представлены исторические притязания евреев, и указали, что по аналогии с декларацией «арабы должны претендовать на Испанию, поскольку когда-то они завоевали ее и развили там высокую цивилизацию».  Они протестовали против скупки земель евреями и критиковали действия администрации по найму еврейских иммигрантов за двойную зарплату, утверждая, что «…самые высокие должности с жирным окладом отдаются евреям, а туземный чиновник, более сведущий в местных нуждах, низводится до третьего разряда, с жалованьем, слишком маленьким для его потребности и несоразмерно его работе».
Делегация возражала против проекта Мандата на Палестину, который ничего не добавлял к арабским правам, уже вытекающим из существующего закона, но давал британцам право передавать евреям земли, которые им не принадлежат. Они также утверждали, что «  евреям было предоставлено преимущество, а именно то, что они стали нашими правителями». Они призвали к отмене декларации Бальфура, созданию выборного парламента и приостановке еврейской иммиграции.
В ответ на эти заявления Черчилль назвал доклад арабов пристрастным и односторонним, с большим количеством неверных утверждений. Поскольку декларация Бальфура была ратифицирована союзными державами,  её необходимо соблюдать.   Он подчеркнул, что Бальфур говорил об «учреждении в Палестине одного из прибежищ для евреев», и не говорил, что сделает Палестину главным прибежищем для евреев».   Черчилль продолжил свою речь, объяснив назначение Сэмюэля Верховным комиссаром.   Затем выступил  Самуэль и рассказал о больших преимуществах, которые еврейская иммиграция принесла Палестине в целом. При этом он отказался обещать какие-либо изменения в британской политике.

### Встреча с Еврейским национальным советом
Еврейский национальный совет Палестины, представляющий палестинских евреев, представил  Черчиллю меморандум.  В нем выражалась благодарность Великобритании за поддержку «восстановления еврейского национального дома» и надеялись, что его реализация «станет возможной, если Палестине будут предоставлены ее исторические границы». Они заявили, что «нашими усилиями по восстановлению Еврейского национального очага, который представляет собой лишь небольшую территорию по сравнению со всеми арабскими землями, мы не лишаем их законных прав». Они высоко оценили результаты еврейской колонизации за последние сорок лет и  просили возложить на еврейский народ освоение государственных земель и нечастных невозделываемых земель, а также освоение природных богатств страны.
Британский кабинет был «полностью убежден, что дело сионизма не только несет в себе много хорошего для евреев всего мира, но и что оно принесет с собой процветание и прогресс арабскому населению Палестины».  Черчилль прочитал меморандум «с большим интересом и сочувствием».

### Речь Черчилля в Еврейском университете
29 марта 1921 года Черчилль выступил с речью в Еврейском университете в Иерусалиме. Он сказал, что проникся симпатией к сионизму двенадцать лет назад, с тех пор как он встретился с манчестерскими евреями.  Он также выразил уверенность, что предприняв правильные шаги, еврейская Палестина превратится в рай, как предсказывается в Священных Писаниях, «в землю, текущую молоком и медом, в которой страждущие всех рас и религий найдут отдых от своих страданий».

## Последствия
Т. Э. Лоуренс пришёл к выводу, что Черчилль «распутал всю путаницу» и что Великобритания выполнила «наши обещания буквой и духом ... без ущерба для интересов нашей Империи или интересов заинтересованных людей». Между тем, один из биографов Лоуренса отметил, что конференция «возвестила о начале периода беспорядков на Ближнем Востоке, которые превосходили те, что имели место при османском правлении».
На конференцию не пригласили лидера клана ваххабитов Аль Сауда.  Англичане годами вооружали семью Аль Сауда, и эта семья была против любой угрозы своей монополии со стороны хашимитов. После того как его не пригласили в Каир, Ибн Сауд в 1924 году предпринял внезапную атаку на шарифа Хуссейна и хашимитов и разгромил их. Хуссейн был насильно изгнан из страны и умер в эмиграции
семь лет спустя. Теперь саудиты, пользуясь поддержкой англичан, стали новыми хранителями священных городов в стране, которая получит название Саудовская Аравия.

## Участники
- Уинстон Черчилль — государственный секретарь по делам колоний
- Т. Э. Лоуренс — специальный советник Управления по делам колоний
- Майор Хьюберт Янг - колониальный офис
- Герберт Самуэль — Верховный комиссар Палестины
- Сэр Перси Кокс — Верховный комиссар Ирака
- Гертруда Белл — восточный секретарь Верховного комиссара Ирака
- Джаафар аль-Аскари — министр обороны в первом правительстве Ирака.
- Маршал авиации сэр Хью Тренчард — начальник штаба авиации [19]
- Вице-маршал авиации сэр Джеффри Салмонд — офицер авиации, командующий Ближним Востоком [20]
- Сасун Хаскайл — министр финансов в первом правительстве Ирака
- Джеффри Фрэнсис Арчер — губернатор Британского Сомали
- Фельдмаршал Эдмунд Алленби — верховный комиссар Египта